# Boekelo (Enschede)
Boekelo (Nedersaksisch: Bokel) is een dorp in de gemeente Enschede, Overijssel. Het dorp telt ca. 2.500 inwoners (2020). Boekelo heeft geen eigen postcode. In het postcodeboek valt het dorp onder de plaatsnaam Enschede. Tot 1934 behoorde het tot de gemeente Lonneker die toen geheel werd geannexeerd door Enschede.

## Geografie
In het Twentse coulisselandschap van Boekelo liggen historische landgoederen waaronder het Hof te Boekelo (een oorspronkelijke havezate uit 1570), De Weele, Zonnebeek en 't Stroot.

## Economie
Het voornamelijk agrarische dorp werd vooral bekend door de zoutindustrie (zoutwinning), die sinds 1918 ten zuiden van het dorp gevestigd was. Het destijds populaire Bad Boekelo had mede daarom een zoutwatergolfbad. Door de komst van het Twentekanaal is de fabriek van de Koninklijke Nederlandse Zoutindustrie verplaatst naar Hengelo (voorheen Akzo Nobel nu Nobian).
Ook de textielindustrie floreerde in Boekelo: De N.V. Boekelosche Stoomblekerij (in 1888 opgericht door de zonen van Gerrit Jan van Heek) werd in 1965 overgenomen door Unilever (die het bij Vlisco voegde, later Texoprint). Op het oude fabrieksterrein is in 2008 een nieuwbouwplan gerealiseerd (De Bleekerij) waarbij delen van het industriële erfgoed zoals de oude gevels van textielgebouwen en de fabrieksschoorsteen bewaard zijn bleven. Er staat ook nog een oude portiersloge, waar tegenwoordig de Stichting Historische Kring Boekelo Usselo Twekkelo gevestigd is.

## Vervoer
Het voormalige Station Boekelo wordt gebruikt door de Museum Buurtspoorweg. Buurtbus 506 verbindt het dorp met Enschede.

## Sport en recreatie
Boekelo kent een jaarlijks internationale paardensportevenement De Military. De bosrijke natuur trekt fietsende recreanten. De Museum Buurtspoorweg vertrekt met een historische museumspoorbaan met gerestaureerde stoomlocomotieven en wagons vanuit Boekelo naar Haaksbergen. Halverwege dat traject ligt de halte Zoutindustrie naast hotel Bad Boekelo. Het plaatselijke carnavalsfeest wordt georganiseerd door carnavalsvereniging De Soaltkloet’ns.

## Geboren in Boekelo
- Pien Keulstra (1993), schaatsster
- Olga Lowina (1924-1994), zangeres
- Kalle Oranen (1946-2023), voetballer
- Siem Wellinga (1931-2016), voetbalscheidsrechter